# Raoul Coutard
Raoul Coutard (Parigi, 16 settembre 1924 – Labenne, 8 novembre 2016) è stato un direttore della fotografia e regista cinematografico francese.

## Biografia
È noto principalmente per essere stato negli anni sessanta un collaboratore abituale del regista Jean-Luc Godard, del quale curò la fotografia di ogni lungometraggio (con l'unica eccezione de Il maschio e la femmina) dall'esordio di Fino all'ultimo respiro (1960) fino a Week-end, un uomo e una donna dal sabato alla domenica (1967). Nello stesso periodo lavorò anche con registi come François Truffaut, ad esempio in Tirate sul pianista (1960) e Jules e Jim (1962), e Costa-Gavras, in Z - L'orgia del potere (1969) e La confessione (1970). Tornò a lavorare con Godard a inizio anni ottanta in un paio di altri film, Passion (1982) e Prénom Carmen (1983).
Coutard realizzò anche tre lungometraggi in qualità di regista: il primo e più noto tra questi, Sciuscià nel Vietnam (1970), gli valse il premio per la migliore opera prima al 23º Festival di Cannes, il Premio Jean Vigo e fu candidato all'Oscar al miglior film straniero.

## Filmografia

### Direttore della fotografia

#### Cinema
- I figli di Gengis-khan (La Passe du diable), regia di Jacques Dupont e Pierre Schoendoerffer (1958)
- Ramuntchoa, regia di Pierre Schoendoerffer (1959)
- Pêcheur d'Islande, regia di Pierre Schoendoerffer (1959)
- Fino all'ultimo respiro (À bout de souffle), regia di Jean-Luc Godard (1960)
- Tirate sul pianista (Tirez sur le pianiste), regia di François Truffaut (1960)
- Tire-au-flanc 62, regia di Claude de Givray e François Truffaut (1960)
- Lola - Donna di vita (Lola), regia di Jacques Demy (1961)
- La donna è donna (Une femme est une femme), regia di Jean-Luc Godard (1961)
- Chronique d'un été, regia di Edgar Morin e Jean Rouch – documentario (1961)
- Desideri proibiti (Les Grandes Personnes), regia di Jean Valère (1961)
- Jules e Jim (Jules et Jim), regia di François Truffaut (1962)
- La poupée, regia di Jacques Baratier (1962)
- Antoine e Colette (Antoine et Colette), episodio de L'amore a vent'anni (L'Amour à vingt ans), regia di François Truffaut (1962)
- Questa è la mia vita (Vivre sa vie: film en douze tableaux), regia di Jean-Luc Godard (1962)
- I caldi amori (Et Satan conduit le bal), regia di Grisha Dabat (1962)
- Le Petit Soldat, regia di Jean-Luc Godard (1963)
- Als twee druppels water, regia di Fons Rademakers (1963)
- Les Carabiniers, regia di Jean-Luc Godard (1963)
- Antologia sessuale (Vacances portugaises), regia di Pierre Kast (1963)
- Il disprezzo (Le Mépris), regia di Jean-Luc Godard (1963)
- La calda amante (La Peau Douce), regia di François Truffaut (1964)
- Una matta voglia di donna (Les Baisers), regia di Claude Berri, Charles L. Bitsch, Jean-François Hauduroy, Bertrand Tavernier e Bernard Toublanc-Michel (1964)
- I piaceri coniugali (La Difficulté d'être infidèle), regia di Bernard Toublanc-Michel (1964)
- Bande à part, regia di Jean-Luc Godard (1964)
- Il profeta falsario (Le Grand Escroc), episodio de Le più belle truffe del mondo (Les Plus Belles Escroqueries du monde), regia di Jean-Luc Godard (1964)
- Una donna sposata (Une femme mariée), regia di Jean-Luc Godard (1964)
- ...poi ti sposerò (Un monsieur de compagnie), regia di Philippe de Broca (1964)
- 317º battaglione d'assalto (La 317ème section), regia di Pierre Schoendoerffer (1965)
- Agente Lemmy Caution: missione Alphaville (Alphaville, une étrange aventure de Lemmy Caution), regia di Jean-Luc Godard (1965)
- Da New York: la mafia uccide! (Je vous salue, mafia!), regia di Raoul Lévy (1965)
- Il bandito delle 11 (Pierrot le fou), regia di Jean-Luc Godard (1965)
- Scruggs, regia di David Hart (1965)
- L'affare Goshenko (L'Espion), regia di Raoul Lévy (1966)
- Una storia americana (Made in U.S.A.), regia di Jean-Luc Godard (1966)
- Due o tre cose che so di lei (2 ou 3 choses que je sais d'elle), regia di Jean-Luc Godard (1967)
- Il marinaio del Gibilterra (The Sailor from Gibraltar), regia di Tony Richardson (1967)
- Orizzonte rosso (L'Horizon), regia di Jacques Rouffio (1967)
- La cinese (La Chinoise), regia di Jean-Luc Godard (1967)
- Week End - Una donna e un uomo da sabato a domenica (Week End), regia di Jean-Luc Godard (1967)
- Singal, l'antilope sacrée, regia di Raoul Coutard – cortometraggio documentario (1968)
- Rocky Road to Dublin, regia di Peter Lennon – documentario (1968)
- La sposa in nero (La mariée était en noir), regia di François Truffaut (1968)
- Z - L'orgia del potere (Z), regia di Costa-Gavras (1969)
- La stella del Sud (The Southern Star), regia di Sidney Hayers (1969)
- La confessione (L'Aveu), regia di Costa-Gavras (1970)
- La Liberté en croupe, regia di Édouard Molinaro (1970)
- L'uomo di Marsiglia (L'Explosion), regia di Marc Simenon (1971)
- Sono un marito infedele (Êtes-vous fiancée à un marin grec ou à un pilote de ligne?), regia di Jean Aurel (1971)
- Ricatto di un commissario di polizia a un giovane indiziato di reato (Les Aveux les plus doux), regia di Édouard Molinaro (1971)
- The Jerusalem File, regia di John Flynn (1972)
- Shannon senza pietà (Embassy), regia di Gordon Hessler (1972)
- Amici miei in campagna (Le Trèfle à cinq feuilles), regia di Edmond Freess (1972)
- Quelli della banda Beretta (Le Gang des otages), regia di Édouard Molinaro (1973)
- Il rompiballe (L'Emmerdeur), regia di Édouard Molinaro (1973)
- La modella (...Comme un pot de fraises!), regia di Jean Aurel (1974)
- L'uomo del fiume (Le Crabe-tambour), regia di Pierre Schoendoerffer (1977)
- Passion, regia di Jean-Luc Godard (1982)
- Prénom Carmen, regia di Jean-Luc Godard (1983)
- Mosse pericolose (La Diagonale du fou), regia di Richard Dembo (1984)
- La Garce, regia di Christine Pascal (1984)
- Flash back, regia di Olivier Nolin (1985)
- Max amore mio (Max mon amour), regia di Nagisa Ōshima (1986)
- Fuegos, regia di Alfredo Arias (1987)
- Blanc de Chine, regia di Denys Granier-Deferre (1988)
- Brennende Betten, regia di Pia Frankenberg (1988)
- Ne réveillez pas un flic qui dort, regia di José Pinheiro (1988)
- Peaux de vaches, regia di Patricia Mazuy (1989)
- Il gèle en enfer, regia di Jean-Pierre Mocky (1990)
- Bethune - Il mitico eroe (Bethune: The Making of a Hero), regia di Phillip Borsos (1990)
- La Femme fardée, regia di José Pinheiro (1990)
- Les Enfants volants, regia di Guillaume Nicloux (1991)
- La Vie crevée, regia di Guillaume Nicloux (1992)
- La nascita dell'amore (La Naissance de l'amour), regia di Philippe Garrel (1993)
- Faut pas rire du bonheur, regia di Guillaume Nicloux (1994)
- Le Cœur fantôme, regia di Philippe Garrel (1996)
- Le Géographe manuel, regia di Michel Stumpf (1996)
- Jeden Tag ist Weihnachten, regia di Miko Zeuschner (1996)
- Innocenza selvaggia (Sauvage Innocence), regia di Philippe Garrel (2001)

#### Televisione
- Il commissario Maigret (Maigret) – serie TV, episodio 1x04 (1992)

### Regista
- Singal, l'antilope sacrée – cortometraggio documentario (1968)
- Sciuscià nel Vietnam (Hoa-Binh) (1970)
- Commando d'assalto (La légion saute sur Kolwezi) (1980)
- S.A.S. à San Salvador (1983)

### Sceneggiatore
- Singal, l'antilope sacrée – cortometraggio documentario (1968)
- Sciuscià nel Vietnam (Hoa-Binh) (1970)

### Montatore
- Singal, l'antilope sacrée – cortometraggio documentario (1968)

## Riconoscimenti
- Premio BAFTA
  - 1968 - Candidatura alla migliore fotografia in bianco e nero per Il marinaio del Gibilterra
- Festival di Cannes
  - 1970 - Migliore opera prima per Sciuscià nel Vietnam
  - 1970 - In competizione per la Palma d'oro per Sciuscià nel Vietnam
  - 1982 - Grand prix technique per Passion
- Premio Jean Vigo
  - 1970 - Miglior lungometraggio per Sciuscià nel Vietnam
- Premio César
  - 1978 - Migliore fotografia per L'uomo del fiume
  - 1983 - Candidatura alla migliore fotografia per Passion
- Mostra internazionale d'arte cinematografica di Venezia
  - 1983 - Premio della tecnica per Prénom Carmen
- American Society of Cinematographers
  - 1997 - Premio alla carriera